# Tevita Kuridrani
Pour les articles homonymes, voir Kuridrani.

a Compétitions nationales et continentales officielles uniquement.

b Matchs officiels uniquement.
Dernière mise à jour le 15 février 2024.
Ratu Tevita Kuridrani, né le 31 mars 1991 à Suva aux Fidji, est un joueur australien de rugby à XV. Il évolue au poste de centre. International australien depuis 2013, il remporte le Rugby Championship 2015 puis s'incline en finale de la Coupe du monde 2015.

## Carrière
Tevita Kuridrani est né à Suva aux Fidji et a grandi dans un petit village se nommant Namatakula. En 2007, en compagnie de sa famille, il part vivre en Australie. C'est le cousin de Lote Tuqiri et de Nemani Nadolo. 
En 2010, il participe avec l'équipe des Fidji des moins de 20 ans  au Championnat du monde junior de rugby à XV. Il participe également avec l'équipe d'Australie de rugby à sept à l'IRB Sevens World Series 2010-2011. En 2012, il est sélectionné par Ewen McKenzie dans l'équipe d'Australie de rugby à XV et honore sa première sélection contre les All Blacks.
Sélectionné lors de la Coupe du monde 2015, il s'illustre dans le tournoi en inscrivant notamment un essai lors de la finale perdue face à la Nouvelle-Zélande.
En 2021, il quitte les Brumbies après neuf saisons pour rejoindre pour une saison la Western Force, qui vient de faire son retour en Super Rugby AU. 
Plus tard en 2021, il signe un contrat de trois saisons avec le Biarritz olympique, qui vient de faire son retour en Top 14. Son contrat est rompu à l'été 2022. Après plus d'un an sans club, il s'engage aux Seattle Seawolves pour deux saisons.

## Parcours
- 2012 - 2020 : Brumbies (Super Rugby)
- 2021 : Western Force (Super Rugby AU)

### En équipe nationale
Au 4 juillet 2021, Tevita Kuridrani compte 61 sélections avec les Wallabies, depuis le 17 août 2013 à Sydney face à la Nouvelle-Zélande. Il a inscrit vingt-deux essais, pour un total de 110 points.
Parmi ces sélections, il compte 26 sélections en The Rugby Championship, inscrivant quatre essais.